# ذي هايسيد
ذي هايسيد (بالإنجليزية:The Hayseed) هو فيلم أمريكي كوميدي صامت قصير أُنتج في سنة 1919 من إخراج وبطولة روسكو "فاتي" آرباكل.

## طاقم التمثيل
- روسكو "فاتي" آرباكل
- باستر كيتون
- مولي مالون
- جاك كوجان سينيور
- كيتي برادبوري

## وصلات خارجية
- ذي هايسيد على موقع IMDb (الإنجليزية)
- ذي هايسيد على موقع فيلمافينيتي (الإسبانية)
- ذي هايسيد على موقع قاعدة بيانات الفيلم (الإنجليزية)
- ذي هايسيد على موقع ليتربوكسد (الإنجليزية)
- ذي هايسيد على موقع كينوبويسك (الروسية)